# 4 Pułk Dragonów (austro-węgierski)
Pułk Dragonów Cesarza Ferdynanda Nr 4 – pułk kawalerii cesarskiej i królewskiej Armii.
Pełna nazwa: Dragonerregiment Kaiser Ferdinand Nr 4.
Data utworzenia: 1672 rok.
Od 1888 roku pułk nosił imię cesarza Ferdynanda I.
Kolejnymi szefami pułku byli:
- FML Karl von Mengen (1836 – †8 XII 1851),
- cesarz Ferdynand I (1848 – †29 VI 1875),
- arcyksiążę, marszałek polny Albrecht Fryderyk Habsburg (1875 – †2 II 1895),
- arcyksiążę, generał kawalerii Franciszek Ferdynand Habsburg (od 1913).

Żołnierze nosili wyłogi trawiastozielone, guziki srebrne.

## Dyslokacja w 1914 roku
Dowództwo i I dywizjon – Enns, II dywizjon – Wels.

## Przydział w 1914 roku
II Korpus, 18 Brygada Kawalerii.

## Organizacja pokojowa pułku
- Komenda
- pluton pionierów
- patrol telegraficzny
- kadra zapasowa
- 1. dywizjon
- 2. dywizjon

W skład każdego dywizjonu wchodziły trzy szwadrony liczące 117 dragonów. Stan etatowy pułku liczył 37 oficerów oraz 874 podoficerów i żołnierzy.